# Asthena bilineata
Asthena bilineata är en fjärilsart som beskrevs av Hirschke 1902. Asthena bilineata ingår i släktet Asthena och familjen mätare. Inga underarter finns listade i Catalogue of Life.